# Berkeley Challenger 1986
Il Berkeley Challenger 1986 è stato un torneo di tennis facente parte della categoria ATP Challenger Series nell'ambito dell'ATP Challenger Series 1986. Il torneo si è giocato a Berkeley negli Stati Uniti dal 21 al 27 luglio 1986 su campi in cemento.

## Vincitori

### Singolare
Brad Pearce ha battuto in finale  Mike Bauer con il punteggio di 6–1, 6–1

### Doppio
Randy Nixon /  Peter Wright hanno battuto in finale  Mike Bauer /  Charles Buzz Strode con il punteggio di 6–4, 6–3